# Trichostema oblongum
Trichostema oblongum är en kransblommig växtart som beskrevs av George Bentham. Trichostema oblongum ingår i släktet Trichostema och familjen kransblommiga växter. Inga underarter finns listade i Catalogue of Life.